# Llista de curtmetratges de Pixar
A partir del primer llargmetratge de Pixar, Toy Story, gairebé totes les pel·lícules han anat acompanyades per un curtmetratge que s'exhibia a la mateixa sessió de cinema. D'altres curts de Pixar, publicats només en mitjans domèstics o a la plataforma Disney+ van ser creats per mostrar la tecnologia i les capacitats cinematogràfiques de l'empresa o bé com a encàrrec per altres clients.
La companyia va començar a treballar en els curtmetratges el 1980, quan encara eren una empresa de fabricació de components per a ordinadors. En  aquell moment l'animador John Lasseter va decidir experimentar i va crear el curt The Adventures of Andre and Wally B. Aquest projecte es va mostrar  en conferències celebrades el mateix any per demostrar el futur de l'animació per ordinador.
Amb A Bug's Life, Pixar va començar a crear contingut addicional per a les seves pel·lícules que no formava part de la història principal. En les seves primeres estrenes al cinema això es va manifestar en forma de preses falses al final de cada pel·lícula i, a més, com un curtmetratge afegit al DVD.

## Curtmetratges[5][6]

### Originals
| #  | Títol                             | Any  | Direcció                      | Estrena amb                                                              | Estrena amb      |
| #  | Títol                             | Any  | Direcció                      | Cinema                                                                   | Domèstic         |
| -- | --------------------------------- | ---- | ----------------------------- | ------------------------------------------------------------------------ | ---------------- |
| 1  | The Adventures of André & Wally B | 1984 | Alvy Ray Smith                | Toy Story                                                                |                  |
| 2  | Luxo Jr.                          | 1986 | John Lasseter                 | Toy Story 2                                                              | Toy Story 2      |
| 3  | Red's Dream                       | 1987 | John Lasseter                 |                                                                          |                  |
| 4  | Tin Toy                           | 1988 | John Lasseter                 |                                                                          | Toy Story        |
| 5  | Knick Knack                       | 1989 | John Lasseter                 | Buscant en Nemo (primera estrena) Malson abans de Nadal (segona estrena) | Buscant en Nemo  |
| 6  | Geri's Game                       | 1997 | Jan Pinkava                   | A Bug's Life                                                             | A Bug's Life     |
| 7  | For the Birds                     | 2000 | Ralph Eggleston               | Monsters, Inc. (primera estrena) Luca (segona estrena)                   | Monsters, Inc.   |
| 8  | Boundin'                          | 2003 | Bud Luckey                    | Els Increïbles                                                           | Els Increïbles   |
| 9  | One Man Band                      | 2006 | Andrew Jimenez i Mark Andrews | Cars                                                                     | Cars             |
| 10 | Lifted                            | 2007 | Gary Rydstrom                 | Ratatouille                                                              | Ratatouille      |
| 11 | Presto                            | 2008 | Doug Sweetland                | WALL·E                                                                   | WALL·E           |
| 12 | Partly Cloudy                     | 2009 | Peter Sohn                    | Up                                                                       | Up               |
| 13 | Day & Night                       | 2010 | Teddy Newton                  | Toy Story 3                                                              | Toy Story 3      |
| 14 | La Luna                           | 2011 | Enrico Casarosa               | Brave                                                                    | Brave            |
| 15 | Lava                              | 2014 | James Ford Murphy             | Del revés                                                                | Del revés        |
| 16 | Sanjay's Super Team               | 2015 | Sanjay Patel                  | El viatge d'Arlo                                                         | El viatge d'Arlo |
| 17 | Piper                             | 2016 | Alan Barillaro                | Buscant la Dory                                                          | Buscant la Dory  |
| 18 | Lou                               | 2017 | David Mullins                 | Cars 3                                                                   | Cars 3           |
| 19 | Bao                               | 2018 | Domee Shi                     | Els Increïbles 2                                                         | Els Increïbles 2 |

### Relacionats amb les pel·lícules
| #  | Títol                        | Any  | Direcció                  | Estrena inicial     | Estrena inicial        | Pel·lícula associada |
| #  | Títol                        | Any  | Direcció                  | Cinema              | Domèstic               | Pel·lícula associada |
| -- | ---------------------------- | ---- | ------------------------- | ------------------- | ---------------------- | -------------------- |
| 1  | Mike's New Car               | 2002 | Pete Docter i Roger Gould |                     | Monsters, Inc.         | Monsters, Inc.       |
| 2  | Exploring the Reef           | 2003 | Roger Gould               |                     | Finding Nemo           | Finding Nemo         |
| 3  | Jack-Jack Attack             | 2005 | Brad Bird                 |                     | Els Increïbles         | Els Increïbles       |
| 4  | Mr. Incredible and Pals      | 2005 | Roger Gould               |                     | Els Increïbles         | Els Increïbles       |
| 5  | Mater and the Ghostlight     | 2006 | John Lasseter             |                     | Cars                   | Cars                 |
| 6  | Your Friend the Rat          | 2007 | Jim Capobianco            |                     | Ratatouille            | Ratatouille          |
| 7  | BURN-E                       | 2008 | Angus MacLane             |                     | WALL-E                 | WALL-E               |
| 8  | George and A.J.              | 2009 | Josh Cooley               |                     | Up                     | Up                   |
| 9  | Dug's Special Mission        | 2009 | Ronnie del Carmen         |                     | Up                     | Up                   |
| 10 | The Legend of Mor'du         | 2012 | Brian Larsen              |                     | Brave                  | Brave                |
| 11 | Party Central                | 2013 | Kelsey Mann               | Muppets Most Wanted | Disney Movies Anywhere | Monsters University  |
| 12 | Riley's First Date?          | 2015 | Josh Cooley               |                     | Del revés              | Del revés            |
| 13 | Marine Life Interviews       | 2016 | Ross Haldane Stevenson    |                     | Buscant la Dory        | Buscant la Dory      |
| 14 | Miss Fritter's Racing Skoool | 2017 | James Ford Murphy         |                     | Cars 3                 | Cars 3               |
| 15 | Dante's Lunch                | 2017 | Jason Katz                |                     | Coco                   | Coco                 |
| 16 | Auntie Edna                  | 2018 | Ted Mathot                |                     | Els Increïbles 2       | Els Increïbles 2     |
| 17 | Lamp Life                    | 2020 | Valerie LaPointe          |                     | Disney+                | Toy Story 4          |
| 18 | Ciao Alberto                 | 2021 | McKenna Harris            |                     | Disney +               | Luca                 |
| 19 | 22 vs. Earth                 | 2021 | Kevin Nolting             |                     | Disney +               | Soul                 |

### SparkShorts
SparkShorts és una sèrie de curtmetratges d'animació produïts per cineastes i artistes de Pixar, similar a la seva sèrie germana Short Circuit de Walt Disney Animation Studios. Consisteix en curts independents una mica més llargs que els habituals. El projecte donava als treballadors de Pixar només sis mesos i un pressupost limitat per desenvolupar un curtmetratge d'animació.
| Títol            | Any  | Direcció            | Plataforma d'estrena               |
| ---------------- | ---- | ------------------- | ---------------------------------- |
| Purl             | 2019 | Kristen Lester      | YouTube                            |
| Smash and Grab   | 2019 | Brian Larsen        | YouTube                            |
| Kitbull          | 2019 | Rosana Sullivan     | YouTube i Al cinema amb Red (2024) |
| Float            | 2019 | Bobby Alcid Rubio   | Disney+                            |
| Wind             | 2019 | Edwin Chang         | Disney+                            |
| Loop             | 2020 | Erica Milsom        | Disney+                            |
| Out              | 2020 | Steven Clay Hunter  | Disney+                            |
| Burrow           | 2020 | Madeline Sharafian  | Disney+ Al cinema amb Soul (2024)  |
| Twenty Something | 2021 | Aphton Corbin       | Disney+                            |
| Nona             | 2021 | Louis Gonzales      | Disney+                            |
| Self             | 2024 | Searit Kahsay Huluf | Disney+                            |

### Pixar Popcorn
El 2021 Pixar va desenvolupar una sèrie de 10 episodis protagonitzats per personatges de pel·lícules de la franquícia que es va estrenar a Disney+.
| Títol                                          | Pel·lícula       | Director                    |
| ---------------------------------------------- | ---------------- | --------------------------- |
| To Fitness and Beyond                          | Toy Story 4      | Adam Rodriguez              |
| Unparalleled Parking                           | Cars 3           | James Ford Murphy           |
| Dory Finding                                   | Buscant la Dory  | Michal Makarewicz           |
| Soul of the City                               | Soul             | Christopher Chua            |
| Fluffy Stuff with Ducky and Bunny: Love        | Toy Story 4      | Robert H. Russ              |
| Chore Day the Incredibles Way                  | Els Increïbles 2 | Alan Barillaro              |
| A Day in the Life of the Dead                  | Coco             | Allison Rutland             |
| Fluffy Stuff with Ducky and Bunny: Three Heads | Toy Story 4      | Robert H. Russ              |
| Dancing with the Cars                          | Cars 3           | Juan Carlos Navarro Carrión |
| Cookie Num Num                                 | Els Increïbles 2 | Jae Hyung Kim               |